# Covington (Kentucky)
Covington és una població dels Estats Units a l'estat de Kentucky. Segons el cens del 2000 tenia 43.370 habitants.

## Demografia
Segons el cens del 2000, Covington tenia 43.370 habitants, 18.257 habitatges, i 10.132 famílies. La densitat de població era de 1.274,4 habitants/km².
Dels 18.257 habitatges en un 28,8% hi vivien nens de menys de 18 anys, en un 34,3% hi vivien parelles casades, en un 16,5% dones solteres, i en un 44,5% no eren unitats familiars. En el 36,5% dels habitatges hi vivien persones soles el 12% de les quals corresponia a persones de 65 anys o més que vivien soles. El nombre mitjà de persones vivint en cada habitatge era de 2,31 i el nombre mitjà de persones que vivien en cada família era de 3,08.
Per edats la població es repartia de la següent manera: un 25,9% tenia menys de 18 anys, un 10% entre 18 i 24, un 33,3% entre 25 i 44, un 19% de 45 a 60 i un 11,9% 65 anys o més.
L'edat mediana era de 33 anys. Per cada 100 dones de 18 o més anys hi havia 92 homes.
La renda mediana per habitatge era de 30.735 $ i la renda mediana per família de 38.307$. Els homes tenien una renda mediana de 31.238$ mentre que les dones 24.487$. La renda per capita de la població era de 16.841$. Entorn del 15,5% de les famílies i el 18,4% de la població estaven per davall del llindar de pobresa.

## Poblacions més properes
El següent diagrama mostra les poblacions més properes.